# Äußerungsdelikt
Als Äußerungsdelikte, auch Inhaltsdelikte, werden im deutschen Straf- und Zivilrecht sämtliche Tatbestände bezeichnet, welche die Verbreitung für sich rechtswidriger Äußerungen sanktionieren. Die Zusammenfassung mehrerer Tatbestände als Äußerungsdelikte schließt an die Besonderheit der Herabsetzung einer Person durch Sprache oder Zeichen als Mittel der Kommunikation an. Äußerungsdelikte sind Beschränkungen der Meinungsfreiheit und können eine Rechtsgüterabwägung erfordern.

## Strafrecht
Die Äußerungsdelikte sind nicht in einem eigenen Abschnitt des Strafgesetzbuchs zusammengefasst. Ihr Spektrum reicht vielmehr von Beleidigungen über die Veröffentlichung extremistischen Gedankenguts wie beispielsweise bei der Volksverhetzung bis hin zum Austausch kinderpornographischer Bild- und Videodateien in Tauschbörsen oder geschlossenen IT-Benutzersystemen.
Äußerungsdelikte setzen ganz allgemein zunächst eine in der Öffentlichkeit erfolgte, wie auch immer geartete Äußerung eines rechtlich missbilligten Inhalts voraus. Diese Äußerung kann die Missachtung Dritter etwa bei Ehrdelikten, die Verunglimpfung des Staates und seiner Symbole (§ 90 StGB), die Beleidigung von Organen und Vertretern ausländischer Staaten (§ 103 StGB), die Beschimpfung von Bekenntnissen, Religionsgesellschaften und Weltanschauungsvereinigungen (§ 166 StGB) oder die Verunglimpfung des Andenkens Verstorbener (§ 189 StGB) enthalten, aber auch eine Drohung etwa bei § 126 StGB oder das Auffordern oder Anerbieten von Hilfe zu oder das Billigen von Straftaten wie bei der öffentlichen Aufforderung zu Straftaten (§ 111 StGB) und die Belohnung und Billigung von Straftaten (§ 140 Abs. 1 Nr. 2 StGB).
Dabei muss es sich nicht um eine Äußerung im herkömmlichen Sinne, also durch gesprochenes oder geschriebenes Wort (Verbreiten  von Schriften im Sinne des § 11 Abs. 3 StGB) handeln. Die Äußerung kann vielmehr auch durch Bilder, Gesten, symbolische Handlungen oder sonstige Tätigkeiten erfolgen. Als tatbestandlicher Erfolg wird vorausgesetzt, dass die Äußerung durch einen Adressaten zur Kenntnis genommen wird.
Äußerungsdelikte können grundsätzlich auch durch das Veröffentlichen von entsprechenden Inhalten auf Web-Seiten im Internet begangen werden.

### Volksverhetzung
In den Tatvarianten des § 130 Abs. 1 und Abs. 3 StGB muss die jeweilige Äußerung geeignet sein, „den öffentlichen Frieden zu stören“. Im Fall des § 130 Abs. 4 StGB muss eine solche Störung tatsächlich eingetreten sein. Dogmatisch gehört § 130 Abs. 4 StGB damit nicht zu den Gefährdungs-, sondern zu den Erfolgsdelikten. Bestimmte Äußerungen können im Einzelfall durch das Grundrecht auf freie Meinungsäußerung gedeckt sein (Art. 5 Abs. 2 GG).

### Verbreiten von Propagandamitteln verfassungswidriger Organisationen
Propagandamittel im Sinne des § 86 Abs. 1 StGB sind Schriften im Sinne des § 11 Abs. 3 StGB, deren Inhalt gegen die freiheitliche demokratische Grundordnung oder den Gedanken der Völkerverständigung gerichtet sind und dadurch eine aktiv kämpferische, aggressive Tendenz zu erkennen geben. Kritik, Ablehnung und politisches Wunschdenken sind dafür nicht ausreichend. Den „Schriften“ stehen Ton- und Bildträger, Datenspeicher, Abbildungen und andere Darstellungen gleich.
§ 86 Abs. 3 StGB gewährt eine Ausnahmeregelung für Zwecke der staatsbürgerlichen Aufklärung, der Abwehr verfassungswidriger Bestrebungen, der Kunst, der Wissenschaft, Forschung oder Lehre  sowie der Berichterstattung über Vorgänge des Zeitgeschehens oder der Geschichte.

## Zivilrecht
Das deutsche Deliktsrecht schützt das persönliche und geschäftliche Ansehen des einzelnen vor der Behauptung und Verbreitung unwahrer Tatsachenbehauptungen und Bildveröffentlichungen, es sei denn, die falsche Behauptung erfolgt zur Wahrnehmung berechtigter Interessen.
Auch im Zivilrecht gelten für den Wahrheitsbeweis § 186, § 190 StGB. Der Beweis der Wahrheit ist erbracht, wenn der Betroffene wegen einer behaupteten Straftat rechtskräftig verurteilt worden ist und der Äußernde das beweisen kann. Nach § 193 StGB können auch bestimmte tadelnde Werturteile gerechtfertigt sein.
Die Kreditwürdigkeit ist in § 824 BGB besonders geschützt. Ein praktisches Anwendungsbeispiel ist einer der größten deutschen Wirtschaftsprozesse, die Schadensersatzklage von Leo Kirch gegen die Deutsche Bank.
Medienrechtlich bedeutsam ist die Verbreiterhaftung. Die Zulässigkeit von Äußerungen in der Berichterstattung über das Privatleben Prominenter wurde durch die Rechtsprechung zu Caroline von Hannover in den sog. Caroline-Urteilen präzisiert.